# رود ویلوواتایا
رود ویلوواتایا (انگلیسی: Vilovataya) یک رودخانه در استان مورمانسک کشور روسیه است.